# Maksym Taloverov
Maksym Taloverov (Donetsk, 28 de junio de 2000) es un futbolista ucraniano que juega en la demarcación de defensa para el Stoke City F. C. de la EFL Championship.

## Selección nacional
Tras jugar con las categorías inferiores de la selección, finalmente el 21 de marzo de 2024 hizo su debut con la selección de Ucrania en un partido de clasificación para la Eurocopa 2024 contra Bosnia y Herzegovina que finalizó con un resultado de 1-2 a favor del combinado ucraniano tras los goles de Roman Yaremchuk y Artem Dovbyk para Ucrania, y un autogol de Mykola Matviyenko para Bosnia y Herzegovina.

### Participaciones en Eurocopas
| Copa          | Sede     | Resultado    | Partidos | Goles |
| ------------- | -------- | ------------ | -------- | ----- |
| Eurocopa 2024 | Alemania | Primera fase | 1        | 0     |

## Clubes
| Club                        | País            | Año       | Partidos | Goles |
| --------------------------- | --------------- | --------- | -------- | ----- |
| SK Dynamo České Budějovice  | República Checa | 2019      | 7        | 0     |
| AC Sparta Praga II (cedido) | República Checa | 2019      | 13       | 0     |
| SK Dynamo České Budějovice  | República Checa | 2020-2022 | 42       | 1     |
| SK Slavia Praga             | República Checa | 2022      | 16       | 0     |
| FC Slovan Liberec           | República Checa | 2022      | 15       | 2     |
| LASK                        | Austria         | 2023-2025 | 67       | 1     |
| Plymouth Argyle F. C.       | Inglaterra      | 2025      | 13       | 2     |
| Stoke City F. C.            | Inglaterra      | 2025-     |          |       |